# Гијом де Крој
Гијом де Крој, лорд од Шјевра (фр. Guillaume de Croÿ, sieur de Chièvres; хол. Willem van Croÿ, heer van Chièvres), касније и војвода од Зоре и Арчеа, барон од Рокагугљелме (итал. Roccaguglielma) (сва три поседа су се налазила у Краљевини Напуљу), рођен је 1458. године а умро је 27-28. маја 1521. у Вормсу. Био је такође и главни тутор и први канцелар Карла V.